# Hans Georg von Arnim
Pour les articles homonymes, voir Hans von Arnim, Famille Arnim et Arnim (homonymie).
Hans Georg von Arnim ou Arnheim, né en 1583, mort le 28 avril 1641 à Dresde, est un militaire allemand.

## Biographie
Issu d'une famille allemande, originaire de Hollande, qui remonte en Allemagne au Xe siècle, Hans Georg naquit en 1581 dans l'Uckermark (Brandebourg). Il joua un rôle équivoque dans la guerre de Trente Ans : il servit d'abord la Suède, puis la Pologne, passa en 1626 sous les ordres de Wallenstein, puis, en 1631, prit le commandement des troupes de l'électeur de Saxe et, à la tête de l'armée saxonne, battit les Impériaux en plusieurs rencontres. En 1633, il ouvrit des négociations secrètes avec  Wallenstein, généralissime de l'armée impériale, qui devaient contribuer à la condamnation à mort de celui-ci.
Arnim s'était retiré dans ses terres après la paix de Prague, lorsque les Suédois l'enlevèrent en 1637, et le conduisirent à Stockholm comme coupable de trahison envers Gustave-Adolphe. Il réussit à s'évader.
Il venait de reprendre un commandement dans les troupes impériales lorsqu'il mourut. Quoique protestant zélé en apparence, Arnheim passa toujours pour un jésuite déguisé. Les catholiques l'avaient surnommé, à cause de sa tempérance, le « Capucin luthérien ».